# جاك جونز (صحفي)
جاك جونز (بالإنجليزية: Jack Jones)‏ هو صحفي أمريكي، ولد في 14 يونيو 1924، وتوفي في 12 مايو 2011.

## وصلات خارجية
- جاك جونز على موقع IMDb (الإنجليزية)